# Linda Olivieri
Linda Olivieri (* 14. Juli 1998 in Turin) ist eine italienische Hürdenläuferin, die sich auf die 400-Meter-Distanz spezialisiert hat.

## Sportliche Laufbahn
Erste internationale Erfahrungen sammelte Linda Olivieri im Jahr 2015, als sie bei den Jugendweltmeisterschaften in Cali im Hürdenlauf bis in das Halbfinale gelangte und dort mit 59,03 s ausschied. Zudem belegte sie mit der gemischten 4-mal-400-Meter-Staffel in 3:25,29 min den siebten Platz belegte. 2017 erreichte sie bei den U20-Europameisterschaften in Grosseto in 57,00 s Rang vier und wurde mit der italienischen 4-mal-400-Meter-Staffel in 3:35,86 min Sechste. 2018 belegte sie bei den U23-Mittelmeermeisterschaften in Jesolo in 58,16 s den vierten Platz und qualifizierte sich auch für die Europameisterschaften in Berlin, bei denen sie mit 58,47 s im Vorlauf ausschied. Im Jahr darauf gewann sie bei den U23-Europameisterschaften in Gävle in 56,22 s die Silbermedaille hinter der Belgierin Paulien Couckuyt und qualifizierte sich auch für die Weltmeisterschaften in Doha, bei denen sie mit 56,82 s in der ersten Runde ausschied. 2021 qualifizierte sie sich über die Weltrangliste für die Olympischen Sommerspiele in Tokio und schied dort mit 57,03 s im Halbfinale aus.
2022 erreichte sie bei den Weltmeisterschaften in Eugene das Halbfinale und schied dort mit 56,04 s aus, ehe sie bei den Europameisterschaften in München mit 57,03 s nicht über den Vorlauf hinauskam. 2024 schied sie bei den Europameisterschaften in Rom mit 54,99 s im Semifinale aus.

## Persönliche Bestzeiten
- 300 m Hürden: 38,86 s, 30. April 2022 in Mailand (italienische Bestleistung)
- 400 m Hürden: 54,99 s, 10. Juni 2024 in Rom